# Râul Stricata
Râul Stricata este un curs de apă, afluent al râului Hârtibaciu. Raul strabate o vale care ii poarta numele. {ciot-râu-România}}